# La Du Barry était une dame
Pour plus de détails, voir Fiche technique et Distribution.
La Du Barry était une dame (Du Barry Was a Lady) est un film musical américain de Roy Del Ruth tourné en  1943. 

## Synopsis
May Daly, une danseuse, est aimée par deux hommes : Louis Blore et Alec Howe. Par rivalité, Louis verse une drogue dans le verre d'Alec, mais par erreur il boit lui-même le verre. Louis rêve alors qu'il est Louis XV et retrouve May en Madame du Barry.

## Fiche technique
- Titre : La Du Barry était une dame
- Titre original : Du Barry Was a Lady
- Réalisation : Roy Del Ruth
- Adaptation et scénario : Nancy Hamilton et Irving Brecher d'après la comédie musicale de Herbert Fields et Buddy G. DeSylva
- Dialogues : Wilkie C. Mahoney
- Production: Arthur Freed
- Société de production : MGM
- Directeur musical : George Stoll
- Musique : Cole Porter
- Photographie : Karl Freund
- Montage : Blanche Sewell
- Arrangements musicaux : Roger Edens et Merrill Pye
- Chorégraphie : Charles Walters
- Chansons : Cole Porter, Lew Brown, Ralph Freed, Burton Lane, Roger Edens et E. Y. Harburg
- Décors : Cedric Gibbons
- Costumes : Irene, Howard Shoup et Gile Steele
- Pays d'origine : États-Unis
- Genre : film musical
- Format : Couleur Technicolor - Son : Mono (Western Electric Sound System)
- Durée : 101 minutes
- Sortie : 6 mai 1943 (États-Unis), 13 décembre 1947 (France)

## Distribution
- Red Skelton : Louis Blore / Le roi Louis XV
- Lucille Ball : May Daly / Madame Du Barry
- Gene Kelly : Alec Howe / Black Arrow
- Virginia O'Brien : Ginny
- Rags Ragland : Charlie / Le Dauphin
- Zero Mostel : Rami / Taliostra
- Donald Meek : M. Jones / Duc de Choiseul
- Douglass Dumbrille : Willie / Duc de Rigor
- George Givot : Cheezy / Comte de Roquefort
- Louise Beavers : Niagara
- Tommy Dorsey et son orchestre

Acteurs non crédités
- Richard Ainley : Un rebelle marchant aux côtés du roi
- Hazel Brooks : Miss June
- Charles Coleman : Charlie
- Cecil Cunningham : L'épouse de l'homme vérifiant son manteau
- Ava Gardner : Une vendeuse de parfums
- John George : Un villageois
- Dell Henderson : Un laquais
- Lana Turner : Une invitée
- Michael Visaroff : Un laquais

## Autour du film
Durant un court instant, on peut remarquer une erreur de tournage.
Une comédienne en costume d'époque se déplace devant un miroir, dans lequel se reflète une partie de l'équipe du tournage, et notamment un technicien de 1943, assis sur une chaise.